# Кабанчук, Вадим Михайлович
Вадим Михайлович Кабанчук (бел. Вадзім Міхайлавіч Кабанчук, род. 29 ноября 1974, Бобруйск, Могилёвская область) — один из основателей движения «Зубр» и спортивно-патриотической организации «Край», член «Молодого Фронта», член партии БХД, политзаключённый Беларуси. Заместитель командира Полка Кастуся Калиновского.

## Биография
Кабанчук родился 29 ноября 1974 года в Бобруйске. Окончил Белорусскую государственную политехническую академию в Минске. 
В 1990-е годы он был активистом «Молодого Фронта», активно участвовал в акциях белорусской демократической оппозиции. Активист оргкомитета по созданию партии «Белорусская христианская демократия». 
12 октября 1997 года, вскоре после «Марша пустых кастрюль», Кабанчук был арестован за участие в оппозиционных акциях 10 и 23 марта 1997 года по случаю Дня Воли. Активиста посадили в СИЗО-1 в Минске и склоняли сотрудничать с КГБ. 
Кабанчуку предъявлено обвинение по ст. 186.3 УК РБ («организация или активное участие в групповых действиях, грубо нарушающих общественный порядок») и ч. 1 ст. 2 статьи 187 УК Республики Беларусь («Сопротивление сотруднику полиции при исполнении им служебных обязанностей, связанное с насилием или угрозой применения насилия»). Его обвинили в нападении на капитана милиции в штатском, который снимал демонстрацию 23 марта 1997 года.
14 декабря 1997 года народный поэт Беларуси Рыгор Бородулин написал и посвятил находившимся в тюрьме членам «Молодого Фронта» Алексею Шидловскому, Вадиму Лабковичу и Вадиму Кабанчуку стихотворение «Люблю Беларусь!». 
23 декабря 1997 г. исполнительный директор Human Rights Watch обратился к Лукашенко с просьбой прекратить преследования и незаконные аресты членов организации «Молодой Фронт» Вадима Лабковича, Алексея Шидловского и Вадима Кабанчука. 
27 марта 1998 года суд признал его виновным в нарушении общественного порядка и сопротивлении полиции и приговорил его к трём годам лишения свободы с отсрочкой исполнения приговора на два года. Он был освобождён в зале суда. 
Возглавил спортивно-патриотическую организацию радикального направления «Край», основанную в октябре 1998 года, которая была образована из спортивного отдела «Молодого Фронта» — СПО «Край». 
В 2001 году Кабанчук участвовал в работе общественной комиссии по расследованию похищений известных белорусских оппозиционеров Ю. Захаренко и В. Гончара, бизнесмена А. Красовского и журналиста Д. Завадского. 
В 2002 году Кабанчук попросил политического убежища в Бельгии. Кабанчук принимал активное участие в жизни белорусской диаспоры. Он был одним из организаторов «Белорусско-Европейского Союза» в Бельгии. Организация создана в Антверпене 26 мая 2003 года.
Через несколько лет он вернулся в Беларусь. На президентских выборах 2006 года поддержал кандидата Александра Милинкевича. 
На президентских выборах 2010 года был активистом штаба кандидата в президенты Республики Беларусь от Белорусской христианской демократии Виталия Рымашевского. Участник Площади-2010. 13 февраля 2011 г. Кабанчук был задержан на белорусско-литовской границе вечером 13 февраля за то, что вёз с собой брошюры о событиях в стране после президентских выборов. Его продержали двое суток в Ашмянском отделении полиции, пытаясь обвинить его в сопротивлении сотрудникам таможни. Позже перевели в Центр изоляции правонарушителей в Минске на ул. Окрестина. Суд Московского района Минска приговорил Кабанчука к 10 суткам административного ареста за участие в событиях 19 декабря 2010 года в Минске. Во время ареста его несколько раз доставляли в КГБ на допрос в качестве свидетеля по делу о «массовых беспорядках», взяв подписку о неразглашении.
Член оргкомитета общественной кампании «Народный сход», стартовавшей в 2011 году. 7 октября 2011 года был задержан в Минске в машине с листовками с проектом резолюции Народного схода, который должен был состояться 8 октября 2011 года. Конфисковано 40 тысяч листовок. 
25 марта 2012 года Кабанчука задержали перед началом акции, посвящённой Дню Воли, возле Оперного театра в Минске. В его машине находились визуальные материалы и баннеры, которые планировалось использовать во время марша. Кабанчука задержали в Главном управлении полиции около шести часов и отпустили без объяснения причин задержания. Автомобиль, которым он управлял во время задержания, остался у полиции. Его проверили на возможность угона.
Кабанчук последние несколько лет находится на Украине. Участвует в боевых действиях на Востоке Украины в качестве добровольца на стороне Украины. С марта 2022 года заместитель командира батальона имени Кастуся Калиновского, впоследствии преобразованного в полк.
Впоследствии покинул полк. В августе 2024 года занял должность представителя по обороне и национальной безопасности в Объединённом переходном кабинете Беларуси.

## Награды
Награждён Национальной премией в области защиты прав человека имени Виктора Ивашкевича за 2016 год, медалью Ордена Погони (2024 г.).